# Typique
 (février 2019).
Typique est une web-série de comédie créée par Lionel Delhaye, Dylan Klass, Benjamin Torrini, Jérôme Dernovoi, tous étudiants au moment de lancer la série. Le premier épisode est apparu le 11 novembre 2012 sur YouTube avant de connaître une diffusion sur le site et les chaînes de la RTBF. La fiction remporte le succès en festival : elle a récolté 7 récompenses en 3 saisons.
L'histoire est centrée sur la vie de Max (Émilien Vekemans), un étudiant typique, qui traverse tous les moments de la vie estudiantine avec sa bande de potes.

## Synopsis
C’est l'histoire de Max, un étudiant typique, et de sa bande de potes parfois au bord de la crise d'angoisse, de nerfs, de foie ou... de fou-rires.

## Distribution

### Acteurs principaux
| Acteurs          | Personnages | Saisons (/3)       |
| ---------------- | ----------- | ------------------ |
| Émilien Vekemans | Max         | Toutes (régulier)  |
| Camille Voglaire | Chloé       | Toutes (régulier)  |
| Mathieu Fonteyn  | Gab         | Toutes (régulier)  |
| Marouan Iddoub   | Peter       | Toutes (régulier)  |
| David Scarpuzza  | Ludo        | Toutes (régulier)  |
| Léone François   | Eva         | Toutes (régulier)  |
| Benjamin Torrini | Ben         | 1, 3 (apparitions) |
| Anna Galy        | Claire      | 3 (apparitions)    |
| Colin Javaux     | Jimmy       | Toutes (régulier)  |

### Acteurs ponctuels
| Acteurs               | Personnages          | Saisons (/3)    |
| --------------------- | -------------------- | --------------- |
| Bernard Yerlès        | Le prof              | 1, 2 (régulier) |
| Nathalie Uffner       | La mère de Max       | 2 (apparition)  |
| Jean-Luc Couchard     | L'oncle de Chloé     | 2 (apparition)  |
| Philippe Grand'Henry  | Le blocus            | 2 (apparition)  |
| Stephane Bissot       | La mère de Chloé     | 2 (apparition)  |
| Laurence Bibot        | La tante de Chloé    | 2 (apparition)  |
| Eric De Staercke      | Le père de Chloé     | 2 (apparition)  |
| Guillaume Kerbusch    | L'assistant          | 2 (apparition)  |
| Kody Kim              | Le coach             | 3 (apparition)  |
| Ahmed Ayed            | Le contrôleur        | 1 (apparition)  |
| Louise Jacob          | Gürt                 | 2 (apparition)  |
| Marvin Schlick        | Le nudiste           | 2 (apparition)  |
| Raphaël Charlier      | Le prof d'auto-école | 2 (apparition)  |
| Frédéric Daenen       | L'examinateur        | 2 (apparition)  |
| Adrien Devyver        | Le présentateur      | 2 (apparition)  |
| Bruno Coppens         | Le candidat          | 3 (apparition)  |
| Jean-François Rossion | Le père de Max       | LIVE            |
| Bruno Borsu           | Boris                | LIVE            |
| Gaël Soudron          | Le gérant            | LIVE            |

## Production
La série est née d'une page Facebook et d'un compte Twitter « Typique ULB »  dans laquelle Dylan Klass racontait des anecdotes de la vie d’étudiant. À la suite du succès de cette page, il décide avec Benjamin Torrini, Lionel Delhaye et Jérôme Dernovoi de créer une web-série sur le même thème.

### Saison 1 (2012–2013)
La première saison a été diffusée dans un premier temps sur YouTube du 11 novembre 2012 au 27 janvier 2013, puis sur la chaine La Deux du 28 septembre 2013 au 3 novembre 2013. Cette première saison a été produite entièrement par les créateurs, tous étudiants à l'Institut des Arts de Diffusion ou à l'Université libre de Bruxelles, sous le nom de Typique production.

### Saison 2 (2013–2014)
La deuxième saison de la série a été annoncée en août 2013 par la RTBF, télévision publique belge, qui produit intégralement cette nouvelle saison. 

### Saison 3 (2013-2014)
La RTBF et Typique production se lancent dans la production d'une saison 3 de la série le 29 juillet 2014.

## Transmédia
Un des objectifs affirmés de la série est le volet transmédia. Max, le personnage principal de la série, possède un compte sur Facebook, Twitter et Instagram. Parallèlement à l'écriture des 36 épisodes, les scénaristes ont écrit et programmé du contenu photo, vidéo et textuel à diffuser sur les comptes de Max. Ces diffusions de contenus additionnels servaient de rappel et de teasing aux sorties de chaque épisode.

## Récompenses
- Liège Web Fest 2013 : Prix du public
- Swiss Web Program Festival 2014 : Prix du public
- Festival Web-Program de La Rochelle 2014 : Prix du public (catégorie web-fiction)
- Festival Web-Program de Paris 2015 : Prix du public (catégorie web-fiction)
- Webfest Montréal 2015 : Prix du meilleur scénario européen
- Liège Web Fest 2015 : Prix coup de cœur
- Swiss Web Program Festival 2015 : Grand Prix du Jury